# Bernard Soulage
Bernard Soulage (ur. 24 października 1948 w Nanterre) – francuski polityk i ekonomista, samorządowiec, w 2009 deputowany do Parlamentu Europejskiego.

## Życiorys
Absolwent Instytutu Nauk Politycznych w Paryżu z 1970. Uzyskał dwa lata później doktorat w zakresie urbanistyki i gospodarki przestrzennej, habilitował się z nauk ekonomicznych i społecznych. Pracował jako wykładowca ekonomii na różnych uczelniach, a także ekspert ds. księgowości. Od 1995 do 1999 był sekretarzem generalnym miasta Grenoble.
Zaangażował się w działalność polityczną w ramach Partii Socjalistycznej. Od 1992 wybierany do rady regionalnej regionu Rodan-Alpy (w 2010 na kolejną kadencję). Był m.in. wiceprzewodniczącym władz regionalnych, odpowiadając za sprawy transportu i mobilności.
W lutym 2009 po rezygnacji Michela Rocarda objął wakujący mandat posła do Parlamentu Europejskiego. Był członkiem grupy Partii Europejskich Socjalistów, pracował m.in. w Komisji Rozwoju Regionalnego. W PE zasiadał do lipca tego samego roku.